# Khieu Samphan
Khieu Samphan (27 de julio de 1931, Indochina francesa) es un político camboyano y antiguo Presidente de la Kampuchea Democrática (hoy Reino de Camboya) entre 1976 y 1979. Como una de las principales figuras de estado representante de los jemeres rojos, fue uno de los hombres fuertes de dicho movimiento, aunque en realidad el líder principal fue Pol Pot y sería este quien desempeñaría el papel principal en el poder.

## Biografía
Khieu Samphan hizo parte del selectivo grupo de intelectuales izquierdistas jemer que estudiaron en París en la década de los 50 junto a Salot Sar (Pol Pot) y su Grupo de Estudio de París. Obtuvo en 1959 el doctorado con la tesis "desarrollo industrial y económico de Camboya" en donde advoca por una autonomía nacional de acuerdo con las teorías de la dependencia que critican a los estados ricos e industrializados y les acusan de ser la principal razón de la pobreza del llamado Tercer Mundo. Fue uno de los fundadores de la "asociación de estudiantes jemer" del cual se generaría el Grupo de Estudio de París, célula que daría origen al movimiento de los jemeres rojos y que cambiaría la historia de la Camboya contemporánea. Dicha asociación fue prohibida por las autoridades francesas en 1956 y entonces Samphan fundaría la llamada Unión de Estudiantes Jemer. Las relaciones con sus compañeros revolucionarios Pol Pot e Ieng Sary se estrecharían aún más cuando ellos dos se casarían con miembros de la familia de Samphan.

### Política
Al regresar de París después de su doctorado en 1959, Samphan obtuvo una posición en la Universidad de Phnom Penh y fundó L'Observateur, una publicación izquierdista en francés que fue vista con hostilidad por el gobierno del príncipe Norodom Sihanouk. El primer conflicto con las autoridades anticomunistas se daría al año siguiente cuando L'Observateur fue prohibido y Samphan fue arrestado, forzado a desnudarse y fotografiado en público, de acuerdo a las prácticas culturales camboyanas de poner en evidencia al oponente.
Después del golpe de Estado de 1970 que derrocó al gobierno del Príncipe Norodom Sihanouk, los comunistas camboyanos, incluido Khieu Samphan, se unieron a las fuerzas que se constituyeron con aquellas del depuesto monarca para establecer una coalición en contra del dictador Lon Nol. Dicha fuerza sería llamada Gouvernement Royal d'Union Nationale du Kampuchéa (GRUNK). En esta alianza con sus antiguos enemigos, Khieu sirvió como primer ministro, ministro de defensa y comandante en jefe de las fuerzas militares de mencionada coalición. En aquel periodo, Samphan permaneció todo el tiempo dentro del territorio camboyano para dar a entender que no se trataba de un "gobierno en exilio".

### Kampuchea Democrática
Durante los años de la Kampuchea Democrática (1975-1979), Samphan permaneció siempre entre la plana líder del movimiento entre la cual sería presidente desde 1976. Su lealtad y cercanía a Pol Pot y su aparente dedicación a la doctrina de la revolución significó que Samphan sobreviviera los últimos años de la extrema "limpieza" del partido impuesta por Pol Pot.[cita requerida]
Después de la invasión vietnamita y el derrocamiento del régimen en 1979, Samphan lideró un gobierno rebelde que mantuvo reconocimiento internacional hasta 1982. En 1985 sucede oficialmente a Pol Pot como líder de los jemeres rojos y se mantiene en dicha posición hasta que se rinde al gobierno en 1998, tiempo en el cual recibió amnistía. El 12 de noviembre de 2007 fue arrestado su colega Ieng Sary junto a su esposa Ieng Thirith para ser llevados ante el Tribunal a los Jemeres Rojos y dejando a Samphan a la expectativa del ser el próximo. Ante esto afirmó en una entrevista concedida a la Voz de América que estaba tranquilo porque actuó siempre por el bien de nación y que no sabía de las cosas que estaban sucediendo durante el régimen porque él estaba dedicado a su trabajo.

### Arresto

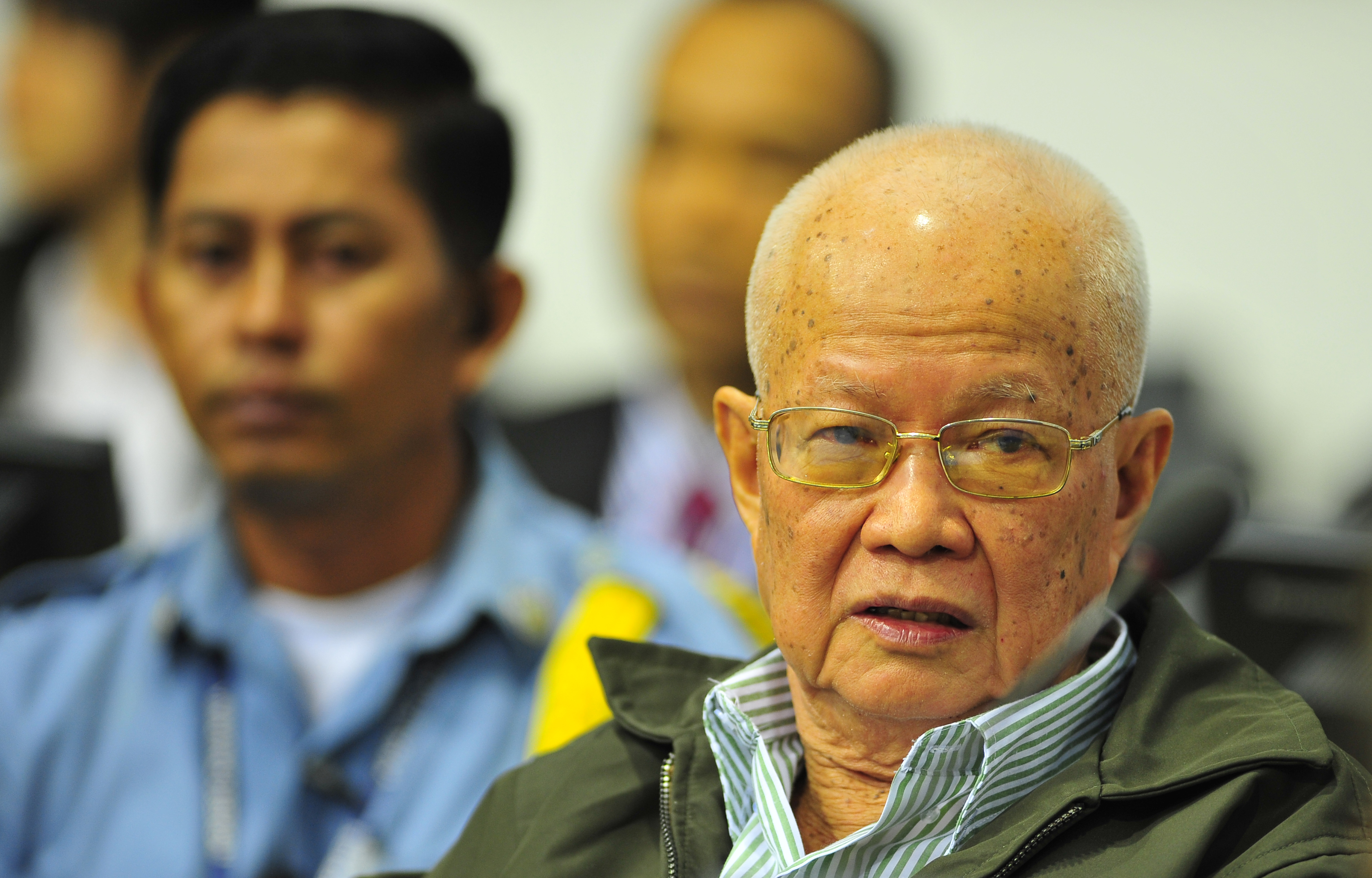
Khieu Samphan (2011)

Finalmente, fue arrestado por la policía el 19 de noviembre de 2007 en su residencia en Pailín, antiguo fuerte de los jemeres rojos y en donde estaba siguiendo un tratamiento porque había sufrido de la presión alta en las dos últimas semanas. Trasladado a Phnom Penh espera enfrentarse por fin al Tribunal.

### Condena por genocidio
El 16 de noviembre de 2018 el Tribunal de Camboya lo condenó a cadena perpetua por un delito de genocidio junto a Nuon Chea en juicios separados.